# Parafia Matki Bożej Częstochowskiej w Duninowie
Parafia pw. Matki Bożej Częstochowskiej w Duninowie – parafia należąca do dekanatu Ustka, diecezji koszalińsko-kołobrzeskiej, metropolii szczecińsko-kamieńskiej. Została utworzona w 1958 roku. Siedziba parafii mieści się pod numerem 43.

## Kościół parafialny
Kościół pw. Matki Bożej Częstochowskiej w Duninowie
Kościół parafialny został zbudowany w XV wieku, poświęcony w 1947. 

## Kościoły filialne i kaplice
- Kościół pw. św. Bartłomieja Apostoła w Możdżanowie
- Kościół pw. św. Stanisława Biskupa i Męczennika w Zaleskiem
- Punkt odprawiania Mszy św. w Pęplinie

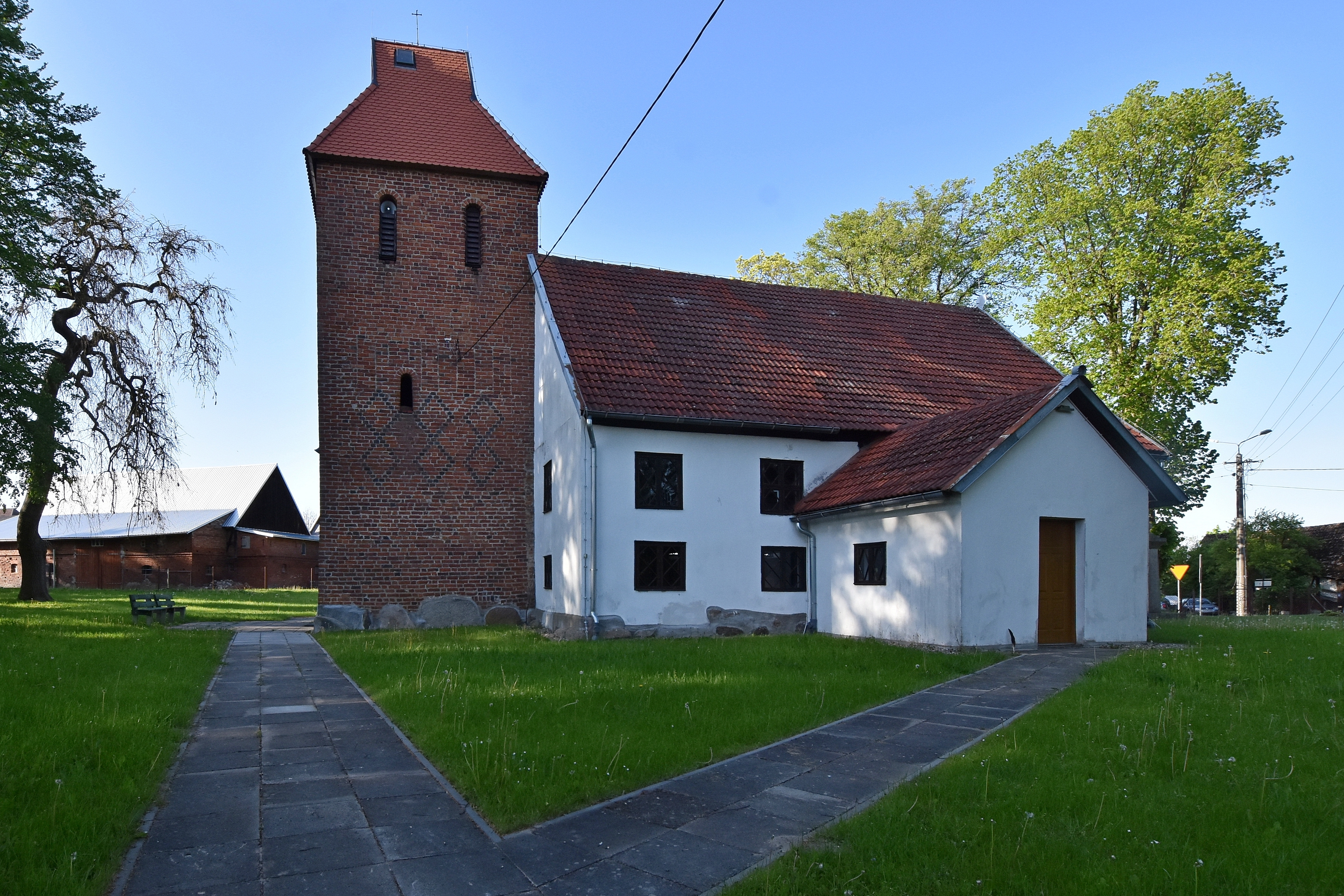
Kościół filialny w Możdżanowie
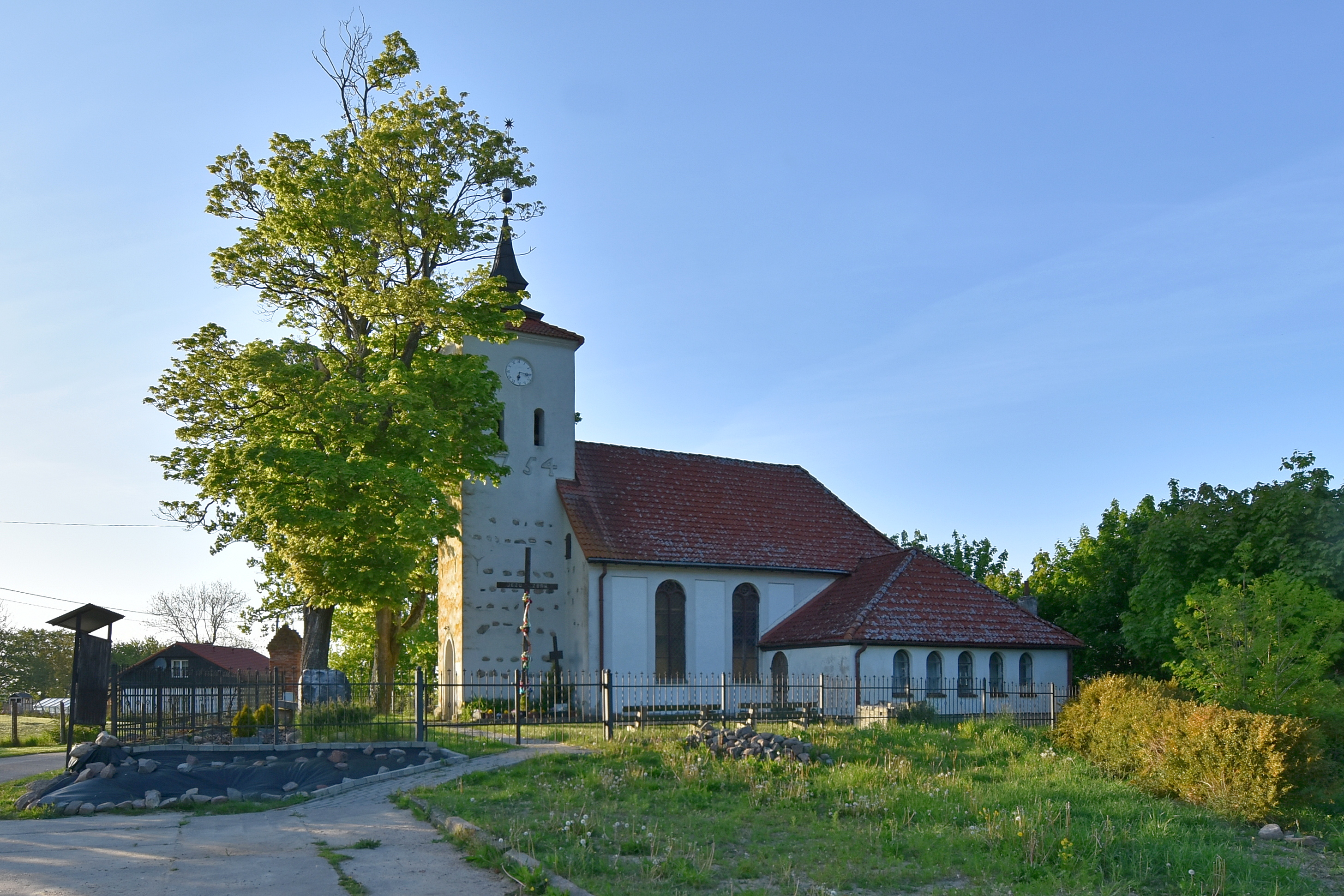
Kościół filialny w Zaleskiem